# 스미레노 레이
스미레노 레이(일본어: すみれ乃 麗 すみれの れい[*], 5월 20일 - )는 전 다카라즈카 가극단 소라구미 여역이다.
도쿄도 스기나미구, 세이죠가쿠엔고등학교 출신이다. 키 161cm, 애칭은 "레이"이다.

## 약력
2004년, 다카라즈카 음악학교에 입학하였다.
2006년, 다카라즈카 가극단 92기생으로 입단. 입단 당시 성적은 11번. 소라구미 공연 「NEVER SAY GOODBYE」로 초무대. 그 후, 소라구미에 배속되었다.
2008년, 바우 워크샵 「순정」으로, 바우홀 공연 첫 히로인. 입단 3년차에 발탁이었다.
2010년, 「TRAFALGAR」으로 신인공연 첫 히로인. 같은 해의 「누구를 위해 종을 울린다」로 2번째 신인공연 히로인을 맡았다.
2011년, 「기자와 황제」 (일본청년관/바우홀 공연)으로 바우홀 단독ㆍ동상공연 첫 히로인을 맡았다.
2013년, 「역전재판3」 (드라마시티/일본청년관 공연)으로 2번째 동상공연 히로인을 맡았다.
2014년 7월 27일, 「베르사이유의 장미」 도쿄 공연 천추락을 기해, 다카라즈카 가극단을 퇴단하였다.
2018년, 인스타그램을 통해 결혼했음을 알렸다.

## 인물
동기이자 전 하나구미 톱여역 란노 하나가 쌍둥이 언니이다.